# Indiánské léto (film)
Indiánské léto je český barevný autorský film režiséra Saši Gedeona z roku 1995. Vznikl jako jeho absolventský film na FAMU v koprodukci Reininger Production, České televize a F. F. I. C. S. (Japonsko - finanční cena za předchozí Gedeonův film). Snímek má stěží celovečerní stopáž, ale na začátku roku 1995 byl uveden v kinech a stal se jedním z nejúspěšnějších českých filmů roku.
Děj je velmi volně inspirován povídkou Francise Scotta Fitzgeralda Berenika si stříhá vlasy, ovšem odehrává se na současné české vesnici, jejíž atmosféra je živě prokreslena (kapela Brutus, jež ve filmu hraje, je ztělesněním „tancovačkového rocku“). Vrcholná scéna, ve které se Klára pokouší utopit ve vaně plné jablek, měla velký úspěch u pedagogů FAMU i divácké veřejnosti; rovněž byla využívána v propagaci filmu.

## Děj
Dospívající dívka Klára (Klára Issová) s malým sebevědomím přijíždí na prázdniny k babičce. Spolu se svou energičtější sestřenicí (Tatiana Vilhelmová) zažívá pravou vesnickou zábavu i navazování známostí s místními chlapci.

## Obsazení
| Tatiana Vilhelmová     | Marie   |
| Klára Issová           | Klára   |
| Robert Štěpánek        | Vari    |
| Jiří Ployhar           | Idol    |
| Olga Karásková         | babička |
| hudební skupina Brutus |         |

## Ocenění
- Nejlepší debut „Naguib Mahfouz prize”; Káhira 1995
- Hlavní cena Zlote Grone; Lagow, Polsko 1995
- Hlavní cena Trieste per la pace; Terst 1996
- Findlingspreis. Druhá cena a cena filmových kritiků; Chotěbuz 1995
- Zvláštní cena FIPRESCI; Karlovy Vary 1995
- Cena českých kritiků Kristián; Praha 1995
- Hlavní cena Zlatý ledňáček; Finále Plzeň 1995
- Hlavní cena Zlatý debut; Těrlice 1995
- Český lev: 5 nominací [1] v kategoriích nejlepší film, režie, výtvarný počin (Ondřej Nekvasil, architekt), ženský herecký výkon v hlavní i vedlejší roli; neproměněna žádná

## Zajímavosti
V ději filmu se objeví narážka na Klářiny vlasy, které připomínají indiánskou dívku Nšo-či z populárních románů Karla Maye, resp. jejich zfilmování; název pochází zřejmě odtud, jelikož se děj odehrává před začátkem skutečného období tradičně označovaného jako indiánské léto.